# 全反射

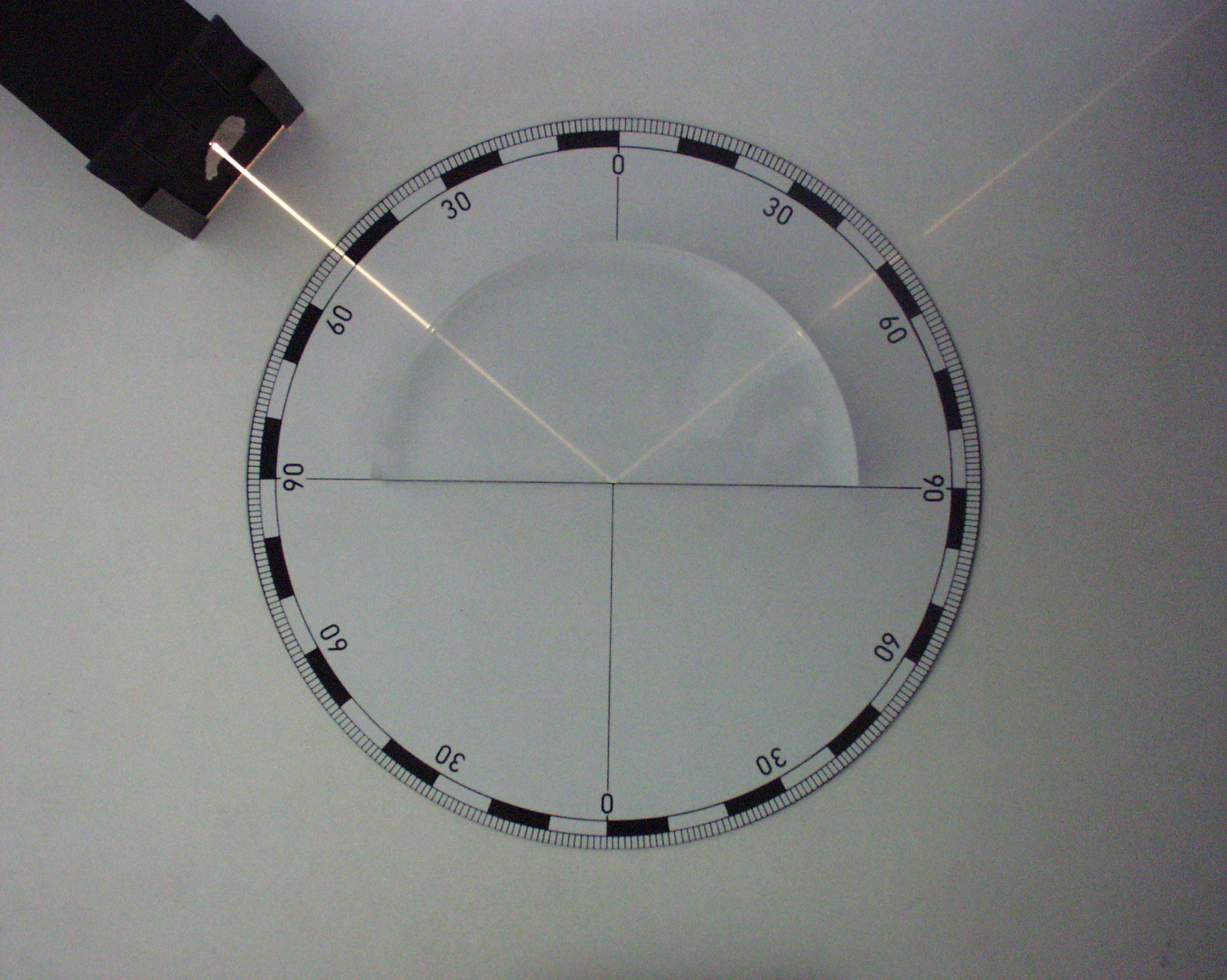
全反射

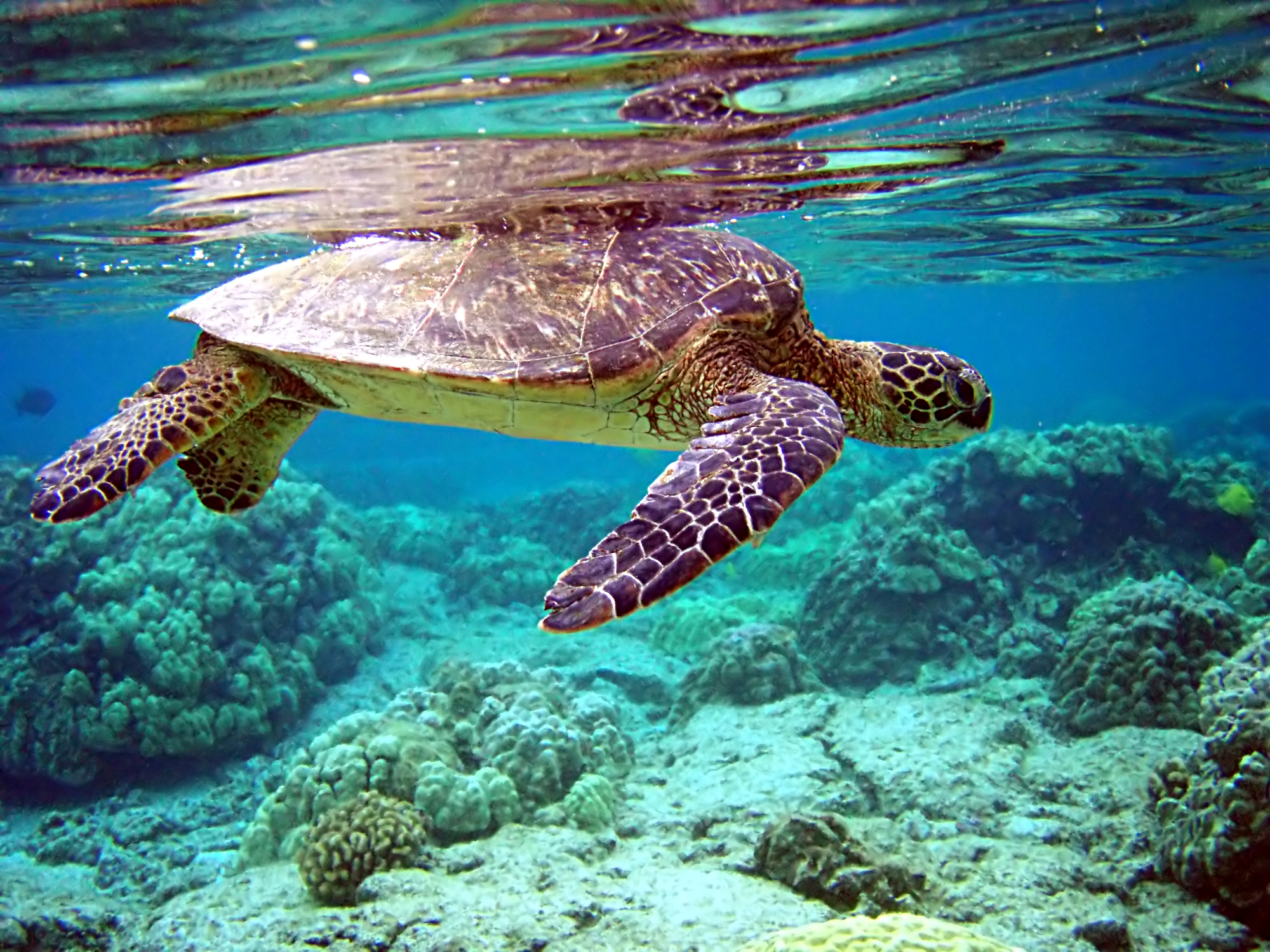
绿海龟和它的全反射

全反射（英語：Total Internal Reflection），又稱全內反射，是一種光學現象。當光線經過兩個不同折射率的介質時，部份的光線會於介質的界面被折射，其餘的則被反射。但是，當入射角比臨界角大時（光線遠離法线），光線會停止進入另一介面，全部向內面反射，故稱之為全反射。
全反射只會在當光線從光密介質（較高折射率的介質）進入到光疏介質（較低折射率的介質）时发生，例如當光線從玻璃進入空氣時會發生，但當光線從空氣進入玻璃則不會。最常見的是沸騰的水中氣泡顯得十分明亮，就是因爲發生了全反射。
约翰内斯·开普勒在西元1611年於他的著作中，已發表全反射的現象。

## 光學描述

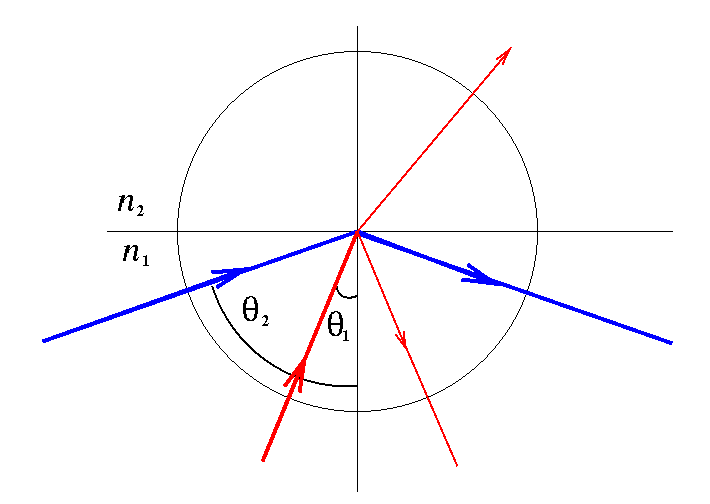
图一：與法线的角度越大，光線折射的部份則越少，直至當大於臨界角時，全反射便會發生（圖中光線的顏色只是作分別之用，並不表示不同顏色光線的光學情況。）

如图一所示，光线从光密介质 {\displaystyle n_{1}} 进入光疏介质 {\displaystyle n_{2}}：
当入射角 {\displaystyle \theta _{i}=\theta _{1}} 即少於临界角 {\displaystyle \theta _{c}} 时，光线同时发生进入 {\displaystyle n_{2}} 介质的折射，以及向 {\displaystyle n_{1}} 介质的反射（红色光线所示）；
当入射角 {\displaystyle \theta _{i}=\theta _{2}} 即大於临界角 {\displaystyle \theta _{c}}时， {\displaystyle n_{2}}  介质折射的光线消失，所有光线向 {\displaystyle n_{1}} 介质中反射（蓝色光线所示）。
{\displaystyle O_{1}\times \sin \alpha _{gr}=O_{2}\times \sin \beta }
例如：
- {\displaystyle O_{1}}為光纖核心折射率 {\displaystyle \approx 1.5}
- {\displaystyle O_{2}} 為空氣折射率 {\displaystyle =1}
- {\displaystyle \beta =90^{\circ }}
- {\displaystyle \alpha _{gr}} 未知

{\displaystyle {\displaystyle \arcsin }}{\displaystyle ((1\times \sin 90^{\circ })/1.5)=\alpha _{gr}}
那麼空氣和光纖核心临界角( {\displaystyle \theta _{c}})為 {\displaystyle \alpha _{gr}}

## 临界角

臨界角

临界角（英語：critical angle）是使得全反射发生的最小的入射角。入射角是从折射界面的法线量度计算的。临界角（{\displaystyle \theta _{c}}）可從以下方程式計算：
{\displaystyle \theta _{c}=\arcsin {\frac {n_{2}}{n_{1}}}}
其中{\displaystyle n_{2}}是较低密度介质的折射率，及{\displaystyle n_{1}}是较高密度介质的折射率。这条方程式是一条斯涅尔定律的简单应用，当中折射角为90°。
当入射光线是准确地等于临界角，折射光线会循折射界面的切线进行。以可见光由玻璃进入空气（或真空）为例，临界角约为48.7°。
以上公式只能计算无耗损介质间的全反射临界角。普适的全反射临界角公式是
{\displaystyle \theta _{\mathrm {c} }=\arcsin \!\left({\frac {|{\hat {n}}_{2}|}{|{\hat {n}}_{1}|}}\right)\!=\arcsin \!\left({\frac {\sqrt {n_{2}^{2}+\kappa _{2}^{2}}}{\sqrt {n_{1}^{2}+\kappa _{1}^{2}}}}\right)\!.}
{\displaystyle {\hat {n}}=n+i\kappa } 是复数折射率, {\displaystyle n}是折射率, {\displaystyle \kappa } 是消光系数。

## 受抑全反射技術
如果，我們取兩個密介質區域，中間夾著一薄層的疏介質，例如一層厚度與入射光波波長大小相當的空氣薄層，讓光束透過自密介質區射向空氣層，則光會透過薄層，再進入對向的密介質區。這種入射角大於臨界角 {\displaystyle \theta _{i}>\theta _{c}}，而又能超越障礙，透射到另一介質的現象，稱為受抑全反射（Frustrated Total Reflection）。
這種現象的產生是由於當發生全反射時，電磁場並非完全沒有進入疏介質；只是進入疏介質區域的電磁場強度以指數式衰減的形式消失。所以在全反射的狀態之下，仍然有部分電磁場進入疏介質薄層後再進入對向的密介質區，只不過這種電磁波的強度會隨著光波行進距離越遠而很快耗損殆盡。
量子力學中的量子穿隧效應，實與此相當。

## 應用
光導纖維就是利用了全反射這一原理，由於反射時沒有光線的損失，因此信號可以傳輸到極遠的距離，廣泛應用於內視鏡及電信上。